# Malawi ai Giochi della XXXII Olimpiade
Il Malawi ha partecipato ai Giochi della XXXII Olimpiade, che si sono svolti a Tokyo, Giappone, dal 23 luglio all'8 agosto 2021 (inizialmente previsti dal 24 luglio al 9 agosto 2020 ma posticipati per la pandemia di COVID-19) con una delegazione di cinque atleti impegnati in tre discipline.
Si è trattato dell'undicesima partecipazione di questo paese ai Giochi.

## Delegazione
| Sport            | Uomini | Donne | Totale |
| ---------------- | ------ | ----- | ------ |
| Atletica leggera | 0      | 1     | 1      |
| Nuoto            | 1      | 1     | 1      |
| Judo             | 0      | 1     | 1      |
| Tiro con l'arco  | 1      | 0     | 1      |
| Totale           | 2      | 3     | 5      |

## Risultati

### Atletica leggera
Femminile
Eventi su pista e strada
| Atleta           | Evento | Batteria  | Batteria  | Semifinale | Semifinale | Finale          | Finale          |
| Atleta           | Evento | Risultato | Posizione | Risultato  | Posizione  | Risultato       | Posizione       |
| ---------------- | ------ | --------- | --------- | ---------- | ---------- | --------------- | --------------- |
| Asimenye Simwaka | 100 m  | 11"76     | 2ª Q      | 11"68      | 8ª         | Non qualificata | Non qualificata |

### Judo
| Atleta           | Evento          | 32-esimi             | 16-esimi             | Ottavi               | Quarti               | Semifinali           | Ripescaggio          | Finale               | Posizione       |
| Atleta           | Evento          | Avversario Punteggio | Avversario Punteggio | Avversario Punteggio | Avversario Punteggio | Avversario Punteggio | Avversario Punteggio | Avversario Punteggio | Posizione       |
| ---------------- | --------------- | -------------------- | -------------------- | -------------------- | -------------------- | -------------------- | -------------------- | -------------------- | --------------- |
| Harriet Boniface | 48 kg femminile | Chibana L 000–100    | non qualificata      | non qualificata      | non qualificata      | non qualificata      | non qualificata      | non qualificata      | non qualificata |

### Nuoto
| Atleta           | Evento                      | Batterie | Batterie   | Semifinali      | Semifinali      | Finale          | Finale          |
| Atleta           | Evento                      | Tempo    | Classifica | Tempo           | Classifica      | Tempo           | Classifica      |
| ---------------- | --------------------------- | -------- | ---------- | --------------- | --------------- | --------------- | --------------- |
| Filipe Gomes     | 50 m stile libero maschili  | 24''00   | 47°        | Non qualificato | Non qualificato | Non qualificato | Non qualificato |
| Jessica Makwenda | 50 m stile libero femminili | 28''96   | 61ª        | Non qualificata | Non qualificata | Non qualificata | Non qualificata |

### Tiro con l'arco
| Atleta       | Evento               | Classificazione | Classificazione | 32-esimi             | 16-esimi             | Ottavi               | Quarti               | Semifinali           | Finale / FB          | Pos.            |
| Atleta       | Evento               | Punteggio       | Pos.            | Avversario Punteggio | Avversario Punteggio | Avversario Punteggio | Avversario Punteggio | Avversario Punteggio | Avversario Punteggio | Pos.            |
| ------------ | -------------------- | --------------- | --------------- | -------------------- | -------------------- | -------------------- | -------------------- | -------------------- | -------------------- | --------------- |
| Areneo David | Individuale maschile | 562             | 64º             | Je-deok P 0-6        | Non qualificato      | Non qualificato      | Non qualificato      | Non qualificato      | Non qualificato      | Non qualificato |